# Stegastes apicalis
Stegastes apicalis, thường được gọi là cá thia Úc hay cá thia vây vàng, là một loài cá biển thuộc chi Stegastes trong họ Cá thia. Loài này được mô tả lần đầu tiên vào năm 1885.

## Phân bố và môi trường sống
S. apicalis là loài đặc hữu của Úc, chỉ được tìm thấy tại bờ đông của nước này, bao gồm Rạn san hô Great Barrier, bang Queensland và New South Wales. S. apicalis thường sống xung quanh các rạn san hô đã chết, cũng như những khu vực nhiều đá sỏi trong các đầm phá ở độ sâu khoảng 1 – 5 m.

## Mô tả
S. apicalis trưởng thành dài khoảng 15 cm. Toàn thân của S. apicalis có màu nâu sẫm gần như đen, với các vảy có viền đen, rải rác một số đốm xanh lam trên các vảy. Các vây có màu tối như thân. Vây lưng và thùy đuôi trên có viền màu vàng tươi. Vây bụng và vây hậu môn có viền màu xanh sáng. Phía sau mắt có một khoảng màu vàng cam. Phần gai lưng phía trước (từ gai thứ 2 đến 3) có một đốm đen nhỏ; đốm lưng này rất lớn ở cá con.
Số ngạnh ở vây lưng: 13; Số vây tia mềm ở vây lưng: 15 - 16; Số ngạnh ở vây hậu môn: 2; Số vây tia mềm ở vây hậu môn: 13.
Thức ăn của S. apicalis chủ yếu là rong tảo và các vụn hữu cơ. S. apicalis sinh sản theo cặp, trứng bám dính vào đáy biển và được bảo vệ bởi cá đực.